# Romanos II
Romanos II (° 938- † 15 maart 963), zoon en opvolger van Constantijn Porphyrogenitos, was van 959 tot aan zijn dood keizer van het Byzantijnse Rijk.
Romanos II (Grieks: Ρωμανός Β΄) was een zoon van keizer Constantijn VII en zijn echtgenote Helena Lecapena (een dochter van Romanos I Lekapenos). Reeds als kind werd hij uitgehuwelijkt aan Bertha (± 930 - 949), een buitenechtelijke dochter van Hugo van Arles († 947), koning van Italië. Zij werd bij die gelegenheid omgedoopt tot Eudokia.
Op 6 april 945, na de afzetting van Romanos I, stelde Constantijn VII zijn zoon aan tot medekeizer. Toen Bertha-Eudokia in 949 was overleden mislukten onderhandelingen met Keizer Otto I de Grote over een huwelijk met diens nicht Hedwig van Beieren; vervolgens realiseerde Romanos de belofte van zijn vader dat hij zelf zijn nieuwe bruid mocht kiezen. Zijn keuze viel op Anastaso, de dochter van een herbergier, met wie hij in 956 trouwde en wier naam hij meteen veranderde in Theophano.
In november 959 volgde de 21-jarige Romanos II zijn overleden vader op. Boze tongen beweerden dat Constantijn VII vergiftigd was, en dat zijn zoon óf zijn vrouw zijn dood hadden bespoedigd. Onmiddellijk voerde Romanos een grondige zuivering door aan het keizerlijke hof. De meeste van zijn vaders medewerkers werden vervangen door vrienden van hemzelf of van zijn vrouw. Ook zijn moeder, keizerin-weduwe Helena, én haar dochters moesten het paleis verlaten en werden ondergebracht in kloosters. Niettemin groeiden de meeste van Romanos' gunstelingen uit tot bekwame bestuurders, onder meer de eunuch Joseph Bringas.
De genotzuchtige keizer kon ook de militaire aangelegenheden overlaten aan de bekwame leiding van zijn generaals, in het bijzonder de gebroeders Leo en Nikephoros Phokas. Deze laatste werd in 960 uitgestuurd om Kreta op de Moslims te heroveren. Na een lastige campagne, en aan het eind van de negen maanden aanslepende belegering van Candia bracht hij het eiland opnieuw onder Byzantijns bestuur. Na een schitterende triomf in de hoofdstad werd Nikephoros naar de oostelijke grens uitgestuurd, waar hij Cilicië en zelfs Aleppo veroverde in 962. Intussen hadden ook zijn broer, Leo Phokas, en Marianus Argyrus een Hongaarse invasie in de Byzantijnse Balkan afgeslagen.
Na een vermoeiende jachtpartij werd Romanos II plots ziek en overleed op 15 maart 963. Opnieuw vermoedden boze tongen daarin de hand van keizerin Theophano.

## Beoordeling
Romanos II was een onbekwame keizer, maar zijn afhankelijkheid van zijn vrouw en van bureaucraten als Josephus Bringas hebben niettemin geresulteerd in een doeltreffend bestuur. Toch leidde een en ander tot toenemende wrevel bij de adel, waarbij zich ook de militaire leiding aansloot.
De kunsten maakten onder zijn regering een bloeitijd door. Waarschijnlijk kwamen in deze periode zowel de staurotheek van Limburg als het Byzantijns patriarchaalkruis tot stand. De twee gouden reliekhouders met relikwieën van het Heilig Kruis werden vermoedelijk in 1204 tijdens de Vierde Kruistocht door kruisvaarders geroofd. Eerstgenoemde kunstschat kwam terecht in de kerkschat van het Klooster van Stuben aan de Moezel. Na opheffing van dit vrouwenstift verhuisde het kleinood naar het Bisschoppelijk Museum in Limburg an der Lahn. Het patriarchaalkruis werd zes eeuwen lang bewaard  in de schatkamer van de Onze-Lieve-Vrouwekerk te Maastricht. Sinds 1838 bevindt het zich in de schatkamer van de Sint-Pietersbasiliek in Rome.

## Nakomelingen
Romanos II heeft zijn huwelijk met Bertha van Italië, dochter van Hugo van Arles, wellicht nooit geconsummeerd. Zijn tweede vrouw Theophano schonk hem minstens drie kinderen:
- Basileios (957-1025);
- Constantijn (960-1026);
- Anna, die trouwde met Vladimir van Kiev.